# 徐福公園

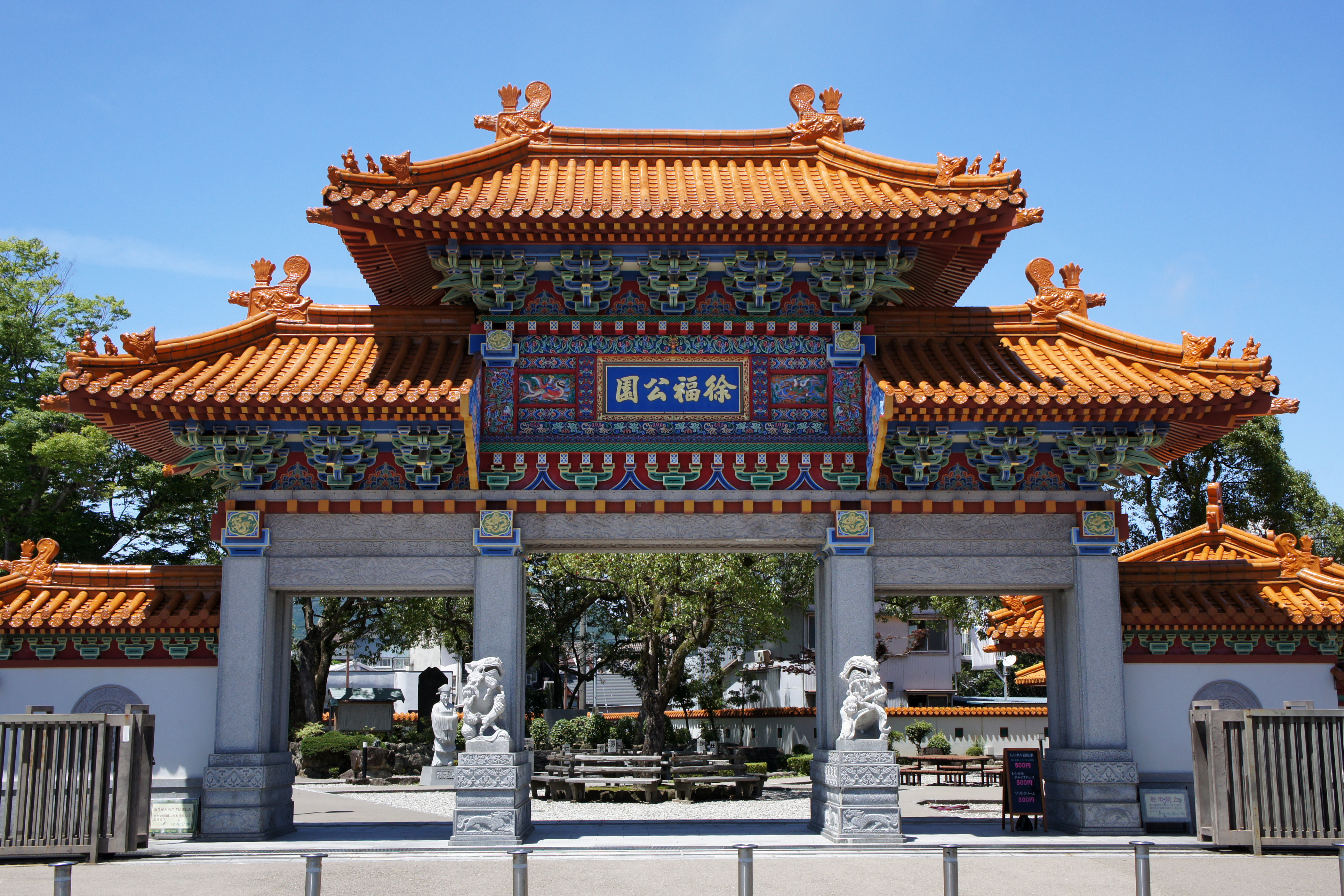
徐福公園の楼門

徐福公園（じょふくこうえん）は、和歌山県新宮市新宮7178番地にある、徐福を記念する公園である。
元来この地には徐福の物とする墓があったが、1994年（平成6年）の8月にそれを中心として今ではこの公園の目印ともなっている中国風の楼門を設置するなど、大々的に整備が行われ現在のような公園となった。

## 徐福伝説
伝承によると、徐福は秦の始皇帝に東方にある蓬萊・方丈・瀛州に不老不死の霊薬があると具申し、命を受けて財宝と共に数千人を従えて秦から東方に船出したというが、その内蓬莱に当たるのがここ新宮とされていて、徐福はその後新宮に住み着いたという。ここに住み着いた徐福とその従者たちは大陸からの文化や農耕、捕鯨や漁業に関する技術を新宮の人々に伝え、ここ新宮の地で歿したと伝わっている。
この公園にある徐福の墓は、江戸時代の元文元年（1736年）に建立されたもので、紀州藩初代藩主である徳川頼宣が儒臣の李梅渓に「秦徐福之墓」の文字を書かせたものと伝えられる。また、佐藤春夫の作詞で昭和26年（1951年）に制定された「新宮市歌」では、1番に「徐福もこゝに来たりとか」と歌われている。

## 公園施設
この公園にはこの徐福の墓を中心にして、1994年（平成6年）に徐福公園完成に合わせて設置された由緒板など以下のものが設置されている。
徐福の墓
新宮の古文書に元文元年（1736年）付で「楠藪へ秦徐福の石塔立」と伝えられる。もとは和歌山藩初代藩主徳川頼宣が建立を目指したもので、藩の儒学者李梅渓に揮毫せしめたものと伝えられる。市指定文化財（史跡）。
緑色片岩
徐福顕彰碑
天保5年（1834年）に紀州藩の儒学者である仁井田好古が筆を揮って建立する予定だったものの、運送中の船の事故により実現を見なかったが、1940年（昭和15年）の皇紀2600年の記念事業の一環として、残存していた文書に基づき建立したという曰くがある。
七塚の碑
かつてこの近くに北斗七星の形に造られていた7つの塚、七塚があった。これは徐福の7人の主要な従者の墓であるとも徐福が大陸から持参したものをうめた場所であるともいわれており、七塚の碑はこれを記念するため1915年（大正4年）に熊野地青年会が建立したものである。
絶海中津の歌碑
絶海中津は熊野の徐福祠を取り上げたことが知られているが、その絶海中津が洪武帝とやり取りした詩を刻んだ歌碑が1966年（昭和41年）に建立された。
徐福像と不老の池
共に1997年（平成9年）につくられたもので、池の脇に像が配置されている。不老の池では7人の従者を象徴して7本の石柱があり、また7匹の鯉が飼われている。
天台烏薬の木
徐福の墓の脇には、徐福の求めた不老不死の霊薬の正体ではないかといわれる天台烏薬の木が植えられている。
公園の中には他にも財団法人新宮徐福協会による観光案内所を兼ねた売店「徐福売店」があり徐福や新宮市にまつわる様々なもの、「徐福茶」というお茶や「徐福ロマン」なる酒などを販売していて、毎年8月12日及び翌13日にはこの徐福公園で徐福を供養するための万燈祭が行われる。毎年8月8日に新宮市内の熊野川で行われる「新宮花火大会」も徐福を偲んだものである。
新宮市内には熊野川の河口近くにある蓬莱山および蓬莱山にある阿須賀神社や上陸の地など徐福にまつわる名跡が点在しているがそのほとんどがこの徐福公園内に集中している。アクセスは、西日本旅客鉄道（JR西日本）・東海旅客鉄道（JR東海）紀勢本線の新宮駅から徒歩で2分ほどとなっている。

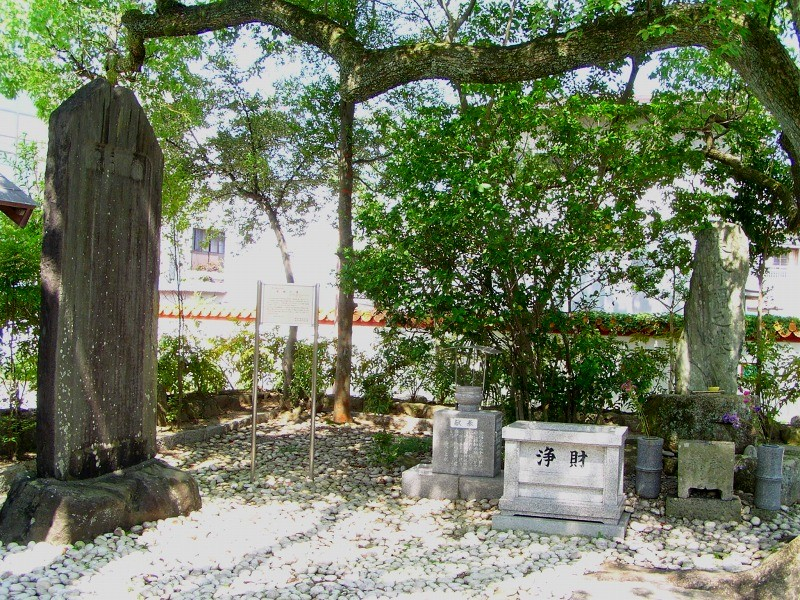
徐福の墓（右）と徐福顕彰碑（左）
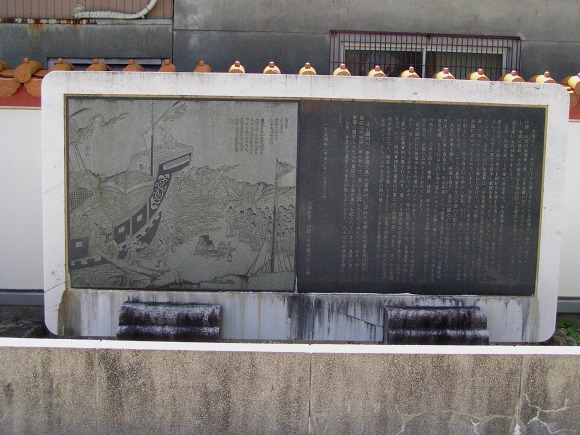
1994年設置の由緒板
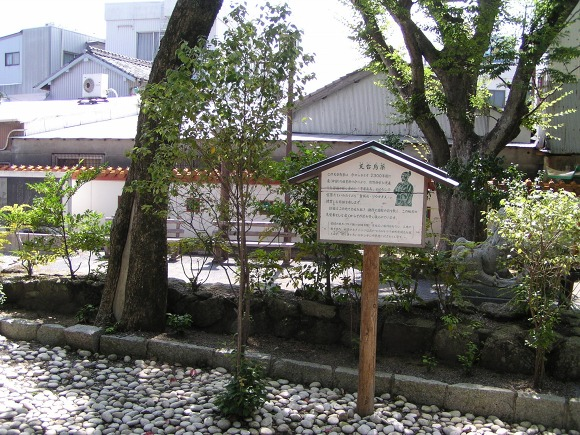
徐福墓の脇に植えられた天台烏薬の木

## 周辺の観光スポット
- 佐藤春夫記念館
- 熊野速玉大社
- 西村記念館
- 浮島の森
- 阿須賀神社